# Radionuklid
Als Radionuklid oder radioaktives Nuklid bezeichnet man ein Nuklid (eine Atomsorte), wenn es instabil und damit radioaktiv ist.

## Schreibweisen, Bezeichnung
Die formelmäßige Bezeichnung ist gleich wie bei stabilen Nukliden, also z. B. für das Radionuklid Cobalt-60:
{\displaystyle {}_{27}^{60}\mathrm {Co} } oder {\displaystyle {}^{60}\mathrm {Co} }
im Fließtext auch: 
Co-60, Co60 oder 60Co.
Eine besondere Bezeichnung für radioaktiv ist nicht vorgesehen. Ausgenommen sind die fast immer radioaktiven Kernisomere. Diese erhalten zur Unterscheidung von ihrem Grundzustand hinter der Massenzahl ein hochgestelltes m, z. B. {\displaystyle {}_{\ 47}^{110\mathrm {m} }\mathrm {Ag} }. Bis 1960 war die Schreibweise {\displaystyle {}_{\ 47}^{110}\mathrm {Ag} _{}^{\mathrm {m} }} bzw. {\displaystyle {}\mathrm {Ag} _{}^{\mathrm {110m} }} üblich. Das m steht hierbei für metastabil und wird auch dann verwendet, wenn der Isomer um Größenordnungen langlebiger als der Grundzustand ist, oder – wie im Falle 180mTa – bisher kein Zerfall beobachtet werden konnte. Hat ein Isotop mehrere Isomere werden diese durchnummeriert, also z. B. 178m2Hf.
Der früher übliche Begriff Radioisotop (von „Isotop“) anstelle von Radionuklid sollte nur noch dann verwendet werden, wenn neben der Radioaktivität auch die Zugehörigkeit zu einem bestimmten Element von Bedeutung ist. Allerdings ist die Bezeichnung Isotop anstelle von Nuklid oder speziell Radionuklid als Bestandteil vieler Fachbezeichnungen wie „Isotopenlabor“, „Isotopenmethode“ oder „Radioisotopengenerator“ nach wie vor anzutreffen.
Eine historische Bezeichnung für Radionuklide ist radioaktive Körper.

## Zerfall
Jedes Radionuklid hat seine charakteristischen Zerfallseigenschaften wie Halbwertszeit, Zerfallsart(en) und Zerfallsenergie. Beim Zerfall entsteht meist Alpha- oder Betastrahlung und/oder Gammastrahlung. Die „Geschwindigkeit“ dieses Zerfalls wird durch die Halbwertszeit T½ beschrieben: Nach einer Halbwertszeit ist die Hälfte aller anfangs vorhandenen Atome noch nicht zerfallen, nach zwei Halbwertszeiten nur noch ein Viertel usw. Halbwertszeiten reichen dabei von Sekundenbruchteilen zum mehrfachen des Alters des Universums. Einige Nuklide sind rechnerisch in der Lage zu zerfallen, aber dieser Zerfall ist bisher noch nie beobachtet worden. Ein bekanntes Beispiel für die Entdeckung derartig langlebiger Zerfälle war Bismut-209, dessen Alphazerfall zu Thallium-205 im Jahr 2003 erstmals nachgewiesen werden konnte. Besonders unwahrscheinlich und daher langlebig sind mehrfache Betazerfälle wie der Doppelbetazerfall und die – bisher nur theoretisch postulierten – dreifachen, vierfachen (usw.) Betazerfälle.

## Einteilungen
Einerseits lassen Radionuklide sich nach ihrer Zerfallsart (Alphastrahler, Betastrahler usw.) oder nach der Größenordnung ihrer Halbwertszeit einteilen. 
Andererseits kann man natürliche und künstliche Radionuklide unterscheiden. Allerdings sind alle auf der heutigen Erde natürlich vorkommenden Radionuklide auch künstlich erzeugbar; deshalb ist das Vorkommen mancher von ihnen seit Beginn des kerntechnischen Zeitalters erhöht. Beispiele sind Kohlenstoff-14 (14C) und Tritium (3H), die als Nebenprodukte der Kernenergienutzung sowie durch Kernwaffen entstehen. Nach Einstellung insbesondere der „atmosphärischen“ Kernwaffentests in den 1960er Jahren begannen die Mengen einiger Radionuklide in der Umwelt messbar abzunehmen, da deutlich geringeren Freisetzungen gleichbleibende Zerfallsraten gegenüber standen.

### Natürliche Radionuklide

#### Primordiale Radionuklide
Natürliche Radionuklide kommen in der Biosphäre und in der Erde vor. Sie stammen zum Teil aus dem Reservoir der bei der stellaren Nukleosynthese gebildeten Nuklide, insbesondere die schweren mineralischen Radionuklide wie Uran-235. Diese sogenannten primordialen Radionuklide müssen entsprechend lange Halbwertszeiten haben. Da sich der Anteil der bei der Nukleosynthese gebildeten Nuklide rechnerisch modellieren lässt und die Radionuklide unter ihnen gemäß ihren Halbwertszeiten zerfallen, lässt sich aus ihren heute gemessenen Anteilen auf das Alter der die Erde bildenden Materie schließen.

#### Kosmogene Radionuklide
Ein anderer Teil der natürlichen Radionuklide wird kontinuierlich durch die Wechselwirkung hochenergetischer kosmischer Strahlung (Höhenstrahlung) mit der Atmosphäre gebildet. Diese Radionuklide nennt man kosmogen. Das radioaktive Kohlenstoffisotop 14C (Halbwertszeit ca. 5730 Jahre) ist der bekannteste Vertreter dieser Gattung. Siehe Radiokohlenstoffmethode.

#### Radiogene Radionuklide
Der Rest der natürlichen Radionuklide wird von den wiederum radioaktiven Zerfallsprodukten der ersten Gattung gebildet. Man nennt diese Radionuklide radiogen. Dabei finden sich auf Erden vor allem drei Zerfallsreihen. Jene, deren erstes Glied 232Th ist, jene deren erstes Glied 238U ist, sowie jene, deren erstes Glied 235U ist. Endpunkte dieser Zerfallsreihen sind jeweils verschiedene Bleiisotope – 208Pb für 232Th, 206Pb für 238U und 207Pb für 235U. Die vierte Zerfallsreihe galt lange als „ausgestorben“, jedoch ist inzwischen bekannt, dass ihr vermeintliches Endglied 209Bi ebenfalls radioaktiv ist und zum wahren Endglied 205Tl zerfällt. Darüber hinaus haben theoretische Erwägungen und bessere Messungen ergeben, dass in Uranerzen aus 238U durch (n,2n)-Reaktionen winzige Mengen 237Np gebildet werden, was daher als Ausgangspunkt der Zerfallsreihe angesehen werden kann. Allerdings haben Menschen seit Beginn des Atomzeitalters Größenordnungen mehr 237Np produziert als seit Ende des Naturreaktor Oklo jemals auf Erden vorhanden gewesen ist.
Historisch hatten radiogene Radionuklide eine gewisse wissenschaftliche Bedeutung, da anhand ihrer wichtige Aspekte der Radioaktivität enträtselt werden konnten. Darüber hinaus waren sie die ersten verfügbaren Radiopharmaka, wenn auch die frühe Nuklearmedizin vielerlei vermeintliche Therapien entwickelte, die eher in den Bereich der Quacksalberei zu verweisen sind. Bis zur Entwicklung entsprechend leistungsfähiger Teilchenbeschleuniger und Kernreaktoren war die mühsame und teure Extraktion von Radium aus Uranerz – bei einem Gehalt von weniger als einem Gramm Radium pro Tonne Uran – die einzige Möglichkeit an verhältnismäßig kurzlebige radioaktive Substanzen zu kommen.

### Künstliche Radionuklide
Unter künstlichen Radionukliden versteht man solche, die durch vom Menschen herbeigeführte Kernreaktionen entstehen. Viele künstliche Radionuklide kommen aufgrund ihrer geringen Halbwertszeiten in der Natur nicht in merklichen Mengen vor.
Herstellung:

- durch Isolierung aus dem Spaltprodukt-Gemisch von Kernreaktoren;
- durch Neutronenbestrahlung in Kernreaktoren oder mit anderen Neutronenquellen, z. B.
  - C-14 durch die Reaktion 14N (n,p)14C;
  - P-32 durch die Reaktion 35Cl (n,α)32P;
- durch Bestrahlung mit geladenen Teilchen in Beschleunigern, sogenannte Zyklotron-Radionuklide, z. B.
  - F-18 durch die Reaktion 18O (p,n)18F;
  - O-15 durch die Reaktion 14N (d,n)15O.

Manche künstlichen Radionuklide, beispielsweise zum medizinischen Einsatz, kann man wegen ihrer kurzen Halbwertszeit nicht weit transportieren und als Vorrat halten. Sie werden stattdessen in einem Radionuklidgenerator erst zum Gebrauch von ihrem längerlebigen Mutternuklid abgetrennt. Hierzu dienen geeignete Lösungsmittel oder Bindemittel (Elution). Ein häufig benutzter Generator ist der 99Mo-99mTc-Generator. Ist kein hinreichend langlebiges Mutternuklid verfügbar, muss zum Einsatz kurzlebiger Nuklide die Erzeugung vor Ort erfolgen. Dies erklärt warum gewisse therapeutische und diagnostische Verfahren nur an wenigen Orten angeboten werden können und erhebliche Kosten verursachen.

### Übersicht der Einteilung von Radionukliden
| Primordial | Kosmogen | Radiogen                                                                           | Künstlich |
| --- | --- | ---------------------------------------------------------------------------------- | --- |
| - Kalium-40 - Rubidium-87 - Samarium-147 - Rhenium-187 - Bismut-209 - Thorium-232 - Uran-235, -238 - Plutonium-244 | - Tritium (Wasserstoff-Isotop) - Beryllium-7, -10 - Kohlenstoff-14 - Natrium-22 - Aluminium-26 - Phosphor-32, -33 - Silicium-32 - Schwefel-35 - Chlor-36 - Argon-37, -39 - Krypton-81, -85 - Iod-129 | - Polonium-210 - Radium-224, -226, -228 - Radon-220, -222 - Thorium-230 - Uran-234 | Spaltprodukte aus Kernreaktoren: - Tritium (Wasserstoff-Isotop, auch kosmogen) - Strontium-90 - Technetium-99 - Caesium-137 - Promethium, alle Isotope Neutroneneinfang: - Plutonium-239 (spaltbar: für Kernwaffen und Kernspaltungs-Reaktoren) - Plutonium-238 (für Radionuklidbatterien) Kernreaktionen mit geladenen Teilchen - Technetium, alle Isotope |

## Anwendung
| Nuklid          | Halbwertszeit |
| --------------- | ------------- |
| Sauerstoff-15   | 2 min         |
| Kohlenstoff-11  | 20 min        |
| Fluor-18        | 110 min       |
| Technetium-99m  | 6 h           |
| Iod-123         | 13 h          |
| Iod-124         | 4 d           |
| Iod-131         | 8 d           |
| Indium-111      | 2,80 d        |
| Indium-113m     | 99,49 min     |
| Phosphor-32     | 14,26 d       |
| Cobalt-60       | 5,27 a        |
| Chrom-51        | 28 d          |
| Kupfer-64       | 12 h          |
| Quecksilber-197 | 2,7 d         |
| Ytterbium-169   | 30 d          |
| Selen-75        | 120 d         |
| Rhenium-188     | 17h           |

Radionuklide werden in vielen Bereichen der Technik und Naturwissenschaft sowie in der Medizin verwendet. Beim Umgang ist darauf zu achten, dass alle notwendigen Maßnahmen zum Strahlenschutz beachtet und eingehalten werden, hierbei ist geltendes Recht zu berücksichtigen.
In der Chemie (genauer Radiochemie) werden Radionuklide beispielsweise als Radioindikatoren eingesetzt. Dabei werden Verbindungen mit Radionukliden markiert, das heißt, es werden Radionuklide in die Verbindung eingebaut (Leit-Isotope), um zeitliche oder örtliche Veränderungen (beispielsweise Mengenbestimmungen) durchzuführen. Ein Vorteil dieser Methode ist, dass die radioaktiv markierten Verbindungen die gleichen chemischen Reaktionen wie ihre nicht radioaktiven Äquivalente erfahren, aber deutlich besser zu unterscheiden und aufzufinden sind (auch bei niedrigen Konzentrationen).
Analog dazu nutzen die Biologie und die Medizin ähnliche Verfahren, um Stoffwechselprozesse im lebenden Organismus sichtbar zu machen und zu untersuchen (Autoradiographie, Radiochromatographie). In der Strahlentherapie kommen umschlossene Radionuklide zur Anwendung, beispielsweise 60Co („Kobaltkanone“); vgl. Nuklearmedizin. Des Weiteren bietet die Radionuklidtherapie eine Vielzahl von Behandlungsmöglichkeiten. Die nebenstehende Tabelle zeigt exemplarisch eine Auswahl einiger Radionuklide und ihre Halbwertszeiten, die u. a. auch in der Strahlentherapie von Krebs angewendet werden. Für Untersuchungen in vivo sollten die Halbwertszeiten möglichst klein sein, um das Gefährdungspotential für den Körper zu minimieren.
In der Technik werden Radionuklide beispielsweise als Energiequelle eingesetzt (vgl. Kernkraftwerk, Radionuklidbatterie).

## Gefahrenklassen
Die deutsche Strahlenschutzverordnung teilt Radionuklide je nach Gefährdungspotential in vier Klassen ein.